# Kmart
Kmart is een Amerikaanse keten van warenhuizen. Het bedrijf is opgericht op 31 juli 1899 en het hoofdkantoor staat in Hoffman Estates. Het was in de jaren tachtig van de twintigste eeuw de op een na grootste detailhandel in de Verenigde Staten.

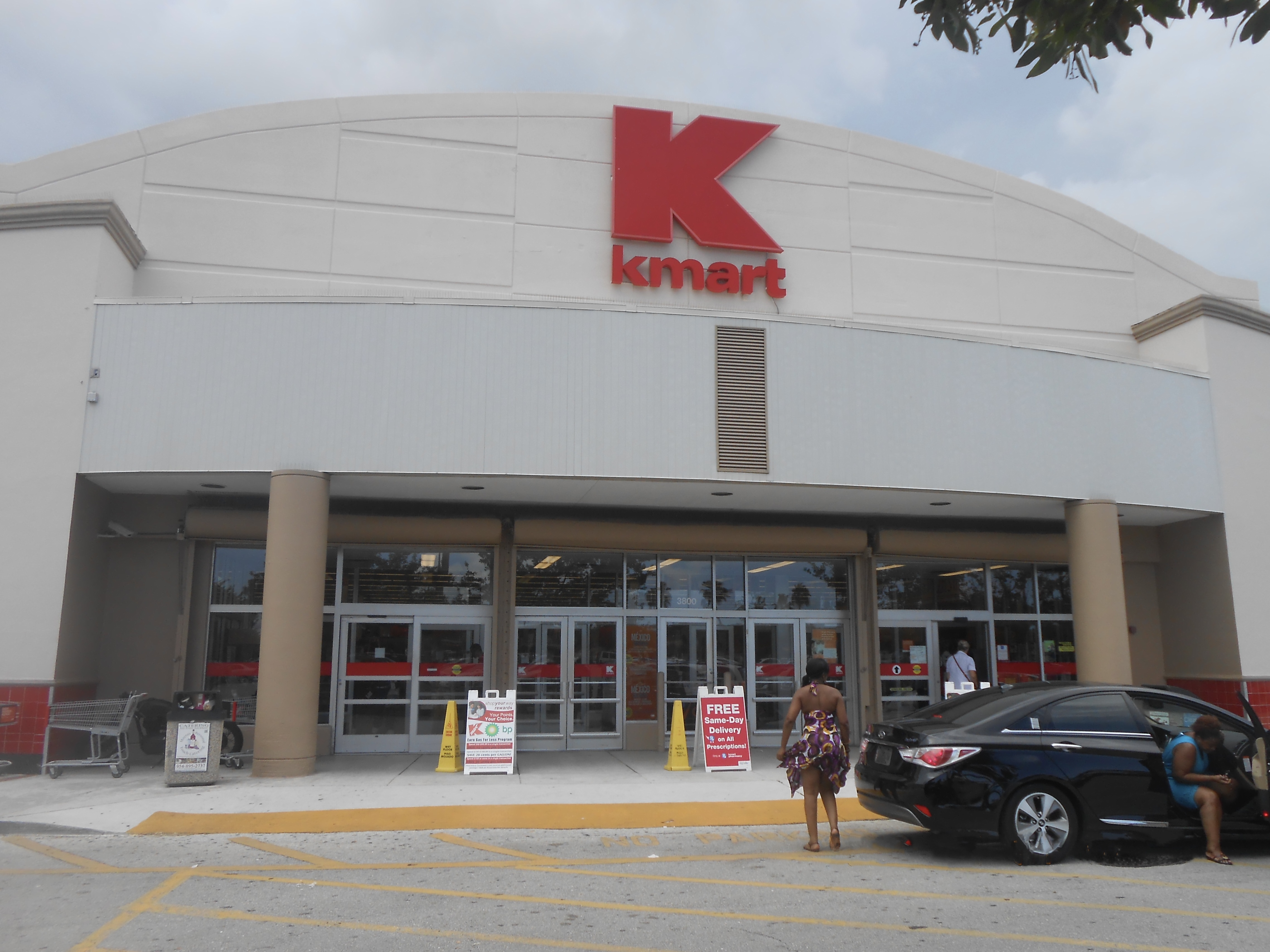
Een Kmart in de staat Florida

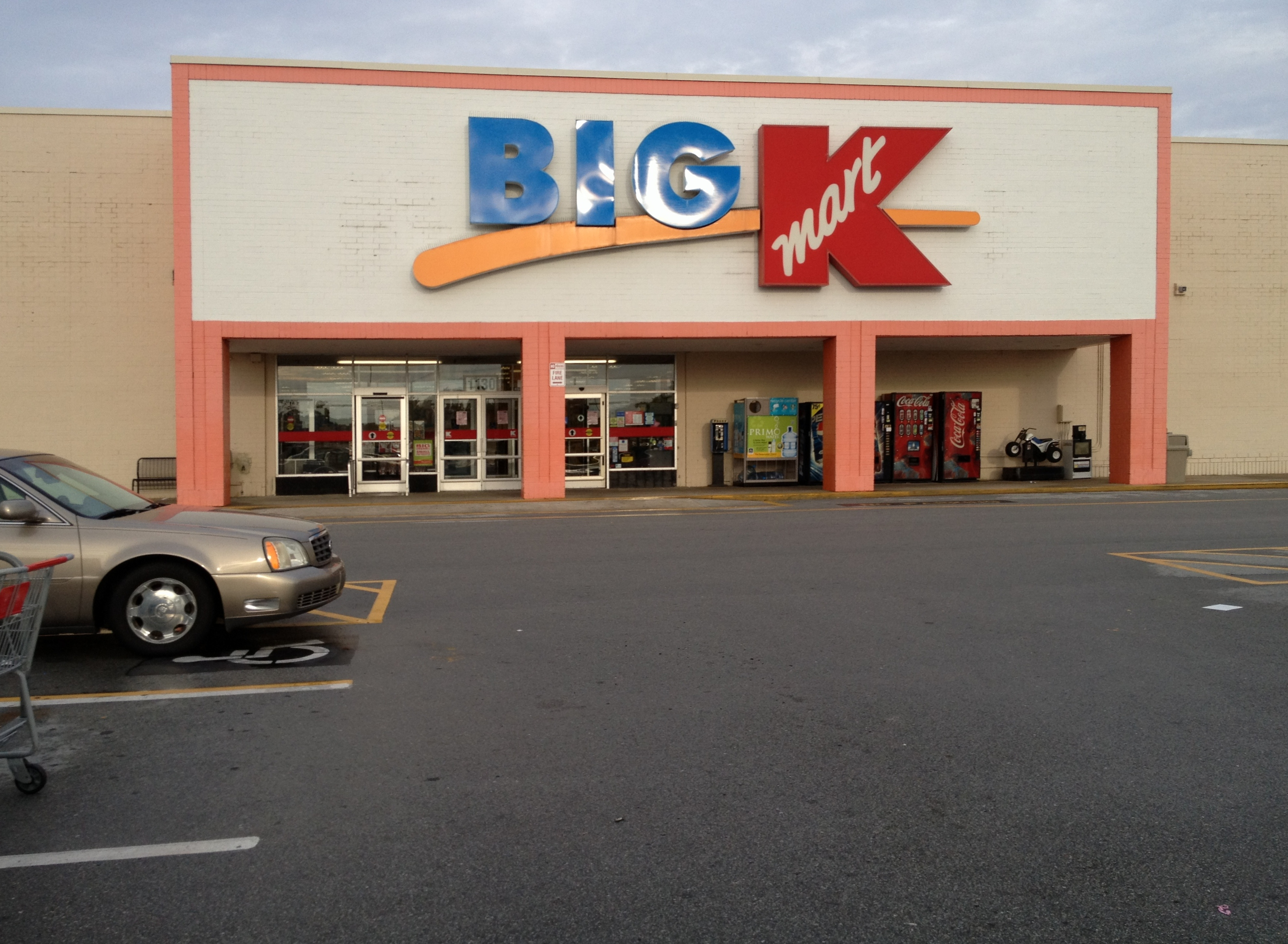
Big Kmart

## Geschiedenis
In 1899 begon Sebastian Spering Kresge zijn eerste winkel in Detroit, een zogenaamde variety store die allerlei kleine artikelen verkocht. Het winkeltje groeide uit tot de warenhuisketen SS Kresge Co. en in 1912 waren er inmiddels 85 winkels.
De eerste Kmart werd geopend in 1962 in Garden City, Michigan, en datzelfde jaar volgden 17 andere warenhuizen.
Uiteindelijk werd de naam van het bedrijf in 1977 hernoemd naar Kmart Corporation.
In de hoogtijdagen van het bedrijf in 1994 waren er wereldwijd 2486 winkels. Doordat Kmart achterbleef met geautomatiseerde systemen, winkelmodernisering, en het ontbreken van een onderscheidende merknaam, liep de groei van het bedrijf sterk terug. Ook heeft een aandelenschandaal in 2001 veroorzaakt door Martha Stewart het imago van de Kmart ernstig geschaad.
Eind jaren 90 werd een groot deel van Kmart-winkels hernoemd naar Big Kmart. Voor deze vestigingen kwam een nieuwe winkelformule, gericht op (kinder)kleding en goedkope verbruiksartikelen. Het bedrijf bouwde daarnaast ook aangekochte tankstations met een gemakswinkeltje om tot Kmart Express.
Op 22 januari 2002 diende Kmart een aanvraag voor faillissementsbescherming in. Het bedrijf moest ruim 300 winkels sluiten en meer dan 34.000 medewerkers ontslaan. Nadat een jaar later een nieuw logo en winkelindeling werd geïntroduceerd, volgde in maart 2005 een fusie met winkelketen Sears. Het ging verder onder Sears Holdings Corporation en zette de twee bestaande merken Sears en Kmart voort.
Vanaf 2019 is Kmart een dochterbedrijf van Transformco, dat eigendom is van miljardair Eddie Lampert.

## Blue Light Special
Kmart werd bekend door zijn Blue Light Special, waarbij een winkelmedewerker een blauw zwaailicht in een gedeelte van de winkel aandeed, als teken dat er goedkope aanbiedingen en prijzen zijn. In de jaren zeventig wist Kmart hiermee de aandacht van consumenten te trekken. Het ritueel verdween in 1991, onder meer omdat andere bedrijven misbruik hadden gemaakt van de kortingsactie.